# ينبوع نهر البوسنة
مُنتزه ينبوع نهر البوسنة (بالبوسنوية: Vrelo Bosne)‏ هو مُنتزه عام يضُم ينابيع عديدة لنهر البوسنة عند سفوح جبل إيغمان، ويقع في ضواحي سراييفو عاصمة البوسنة والهرسك. يُقيم منتخب البوسنة والهرسك لكرة القدم العديد من مُعسكراته التدريبية في هذا المُنتزه.